# Melocosa
Melocosa es un género de arañas araneomorfas de la familia Lycosidae. Se encuentra en América.

## Lista de especies
Según The World Spider Catalog 12.0:
- Melocosa fumosa (Emerton, 1894)
- Melocosa gertschi Mello-Leitão, 1947